# باجاني زوندا
باجاني زوندا (بالإنجليزية: Pagani Zonda)‏ هي سيارة رياضية تم إنتاجها من قبل شركة باجاني.